# Abbazia di Bellapais
I resti dell'abbazia di Bellapais si trovano nella località di Bellapais/Beylerbeyi, circa 6 km a sudest della città di Kyrenia a Cipro.
L'abbazia è situata su uno sperone roccioso sulle pendici della catena montuosa di Kyrenia. 

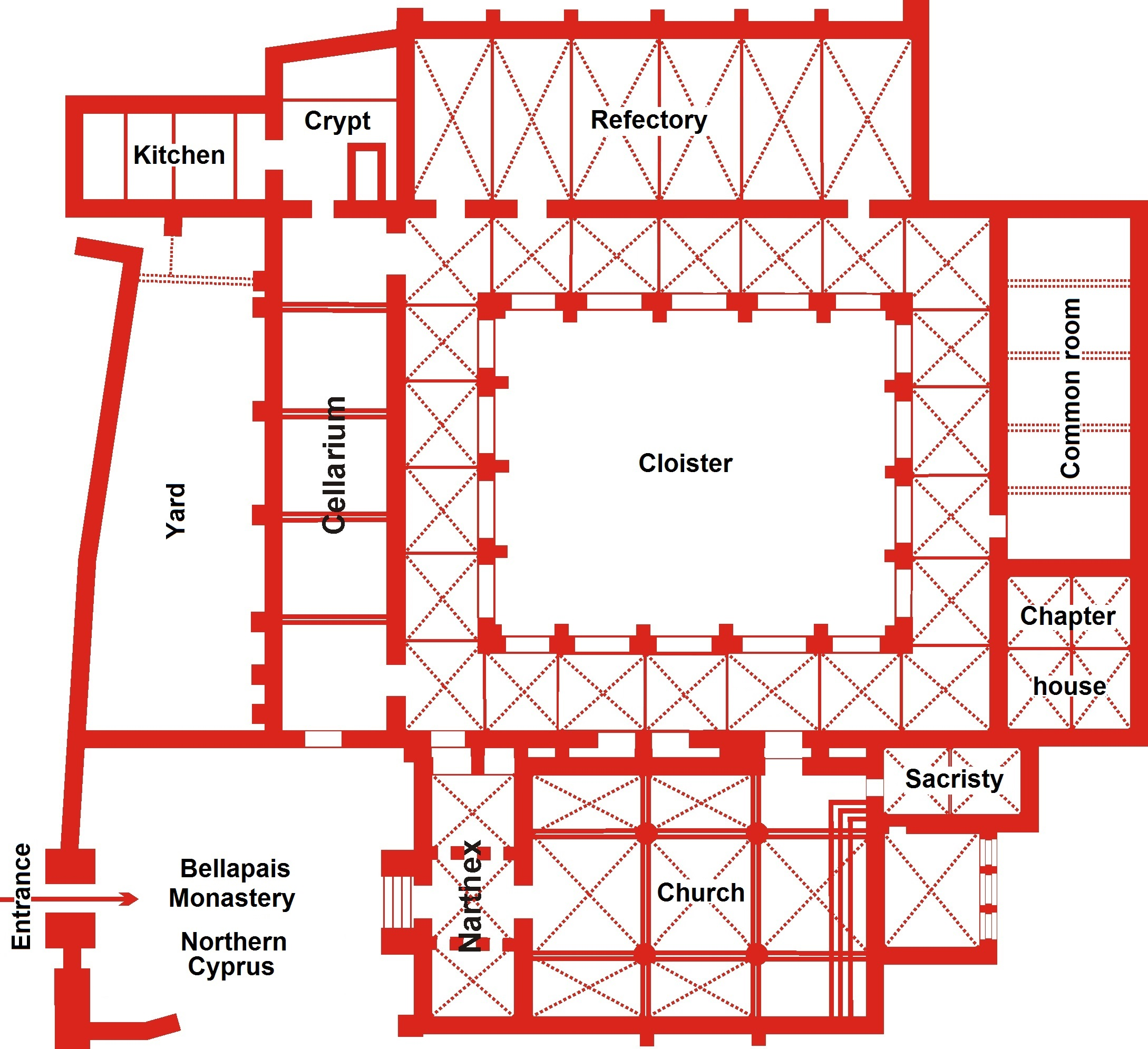
Planimetria dell'abbazia

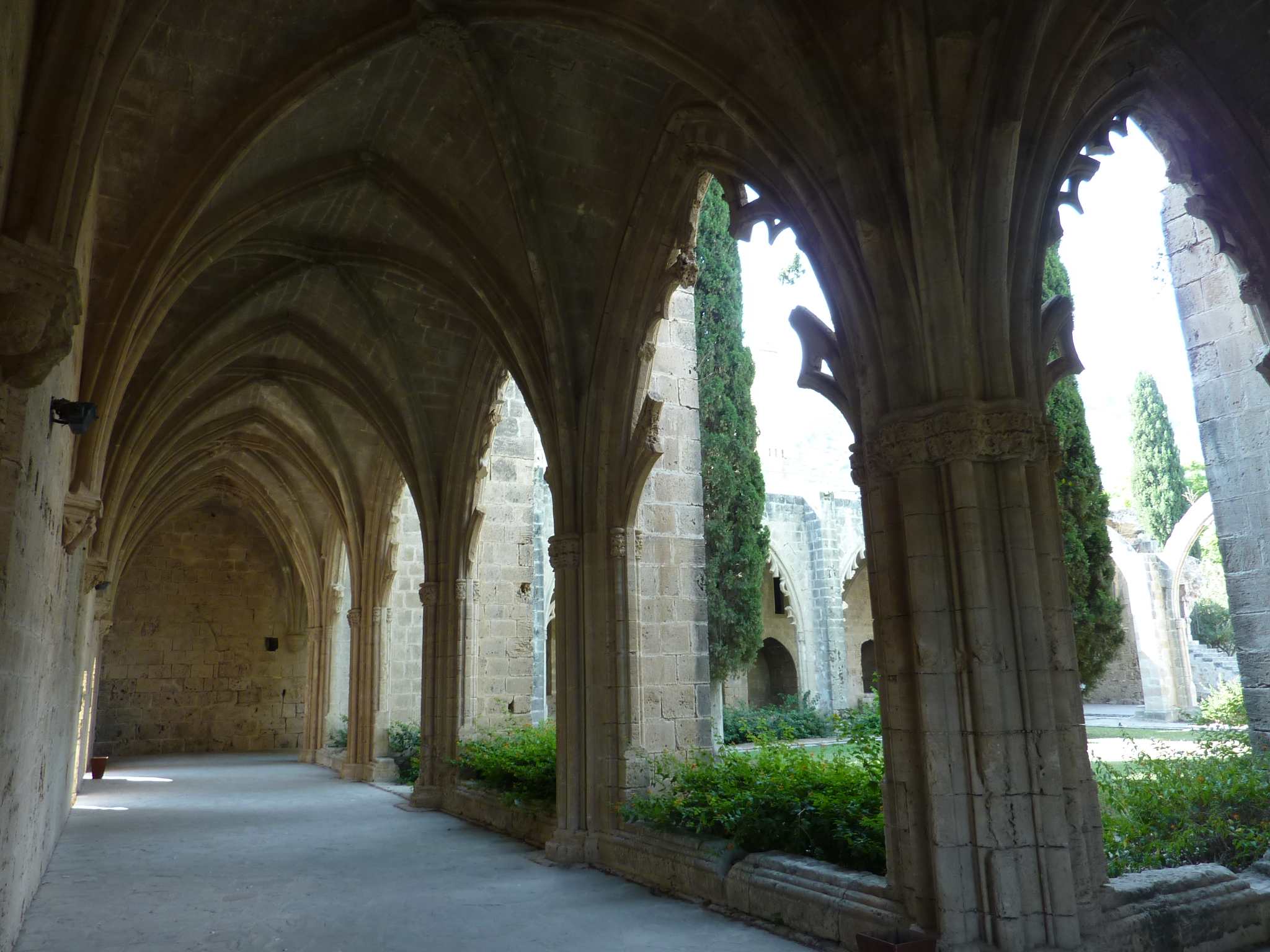
Vista del chiostro

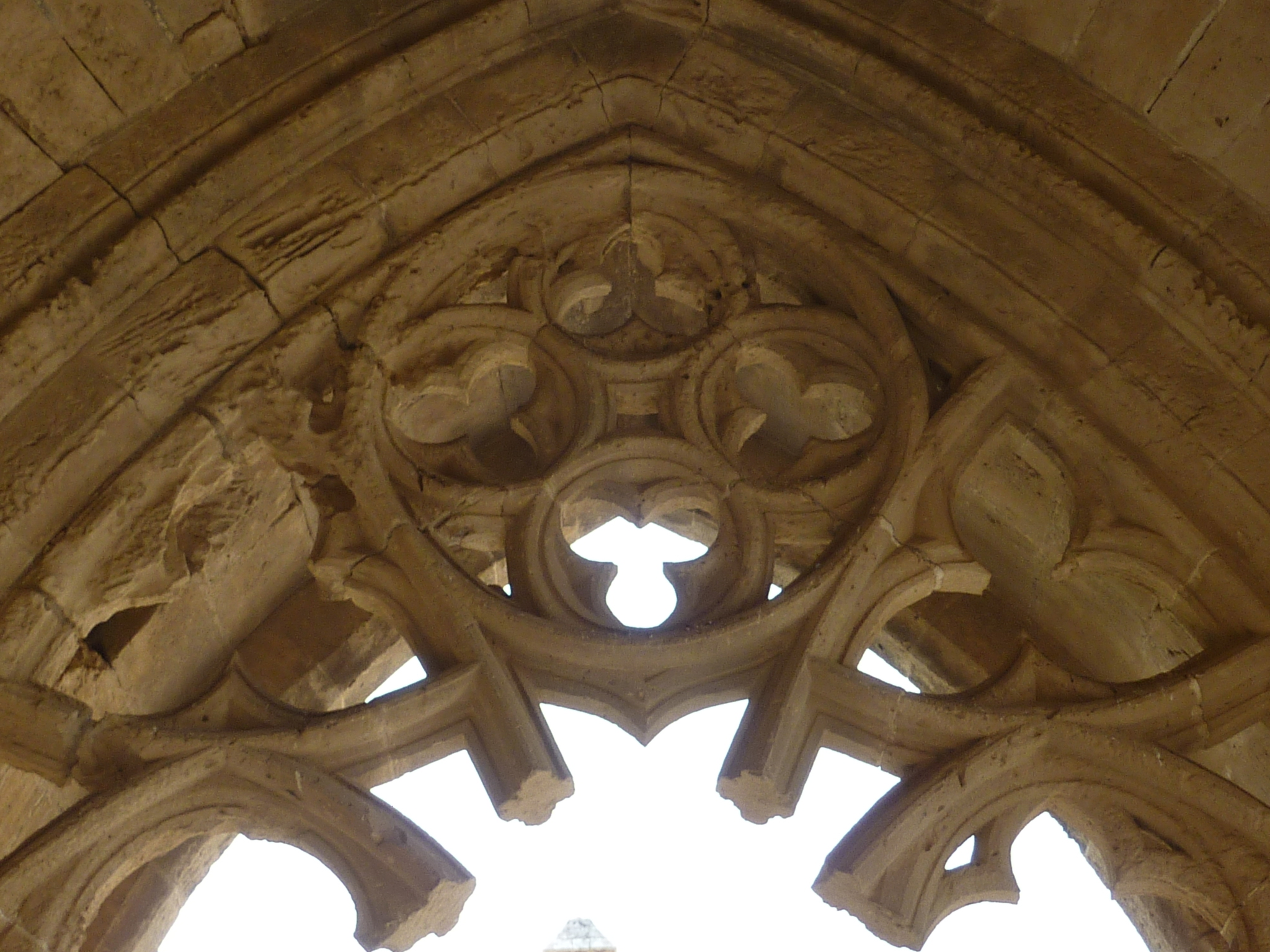
Dettaglio dei trafori del chiostro

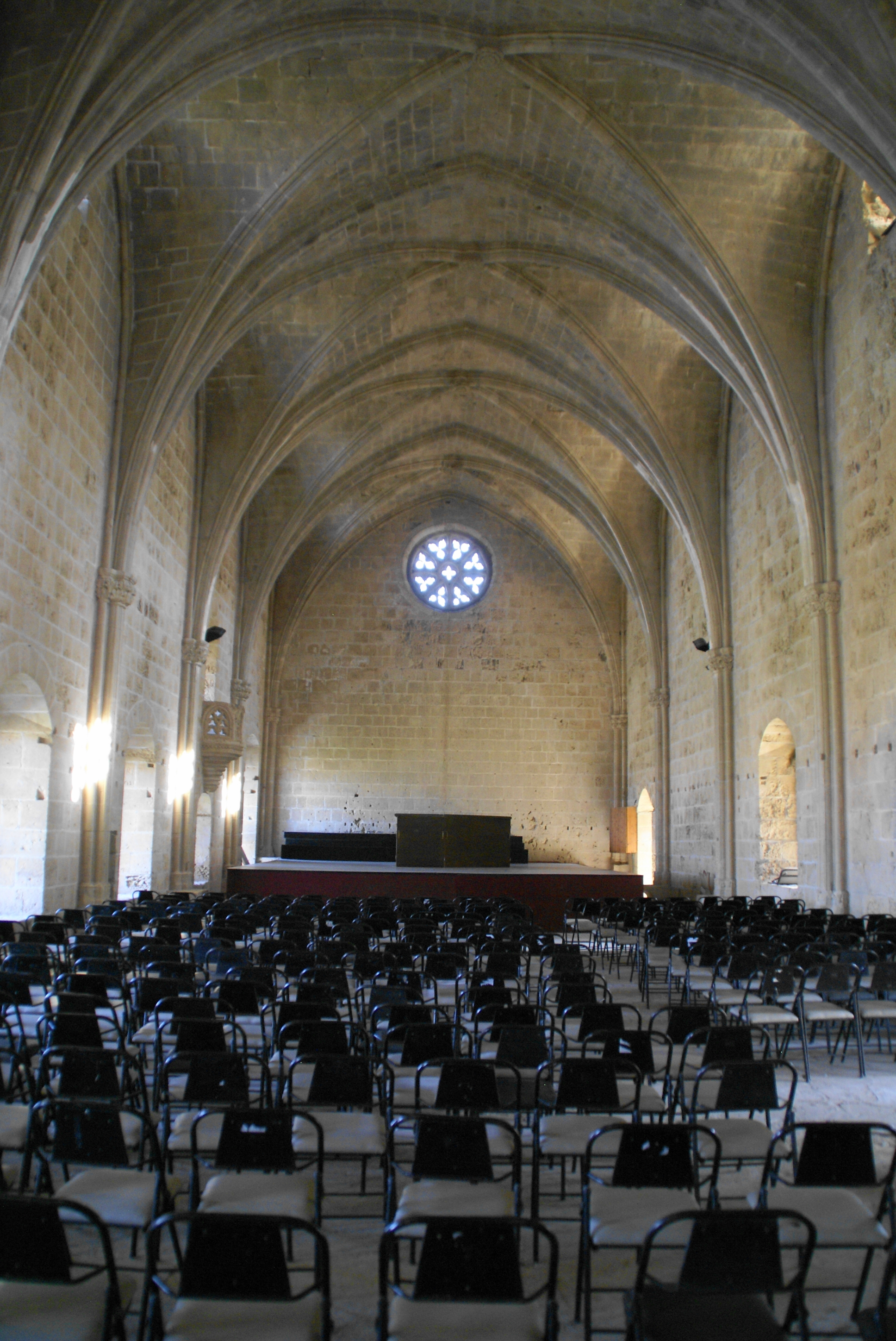
Il refettorio

## Il nome
Nel corso della storia e sui vari testi che ne trattano il nome dell'abbazia è riportato in modi diversi, si ritrovano abbazia Lapais, Lapaïs, de Lapaiis, Dalapais, Delapais, Bellapaïs, Bella Paise e anche un Telabaise usato da Richard Pococke in uno dei suoi resoconti di viaggio. Il nome sembrerebbe derivare dall'antica denominazione "Abbaye de la Paix" abbazia della pace, un'altra teoria vuole che il nome origini da "Belle Abbaye".
In epoca veneziana il nome venne tradotto in "Bella Paese".

## Storia
Fondatori o tra i primi occupanti dell'abbazia furono i Canonici regolari premostratensi giunti probabilmente a Cipro in fuga dalla Terra Santa in seguito agli eventi del 1187 che portarono al crollo del Regno di Gerusalemme. È possibile che ad essi si aggregarono degli agostiniani, già presenti nell'isola, nel 1206 venne comunque ribadita l'adesione al canone premostratense e la dipendenza dalle abbazie di Prémontré e di Magdeburgo.
Poche notizie sono giunte fino a noi sulla fondazione dell'abbazia, secondo l'Istoria de' re Lusignani pubblicato nel 1647 da Giovan Francesco Loredan (opera però romanzata e con diverse imprecisioni e licenze letterarie) e la Chorografia et breve historia universale dell'isola de Cipro principiando al tempo di Noè per in sino al 1572 di Stefano Lusignan l'abbazia fu donata da Ugo III (1235-1284). Alcune strutture sono però databili prima di quel periodo, è quindi probabile che il sovrano avesse solo finanziato un ampliamento. Nelle evidenze presenti nei resti trova conferma l'informazione, riportata da Florio Bustron nel suo Historia overo commentarii de Cipro, che vi furono lavori di ampliamento e rimaneggiamento durante il regno di Ugo IV (1324-1361).
Come consueto nelle strutture conventuali dell'epoca anche nel caso di Bellapais la parte di più antica edificazione è la chiesa. Dall'analisi della struttura il periodo di inizio della costruzione è databile tra il 1230 e il 1240, quindi durante il regno di Enrico I di Cipro. Tutti gli elementi della chiesa, tranne forse alcune migliorie dei contrafforti databili ad un'epoca successiva, rientrano nel medesimo periodo costruttivo, anche la sala capitolare risale alla stessa epoca mentre dai profili del dormitorio si può desumere che la costruzione si sia protratta fino all'epoca del regno di Ugo III (durato dal 1267 al 1284) Il refettorio presenta invece caratteristiche stilistiche che lo collocano ad un'epoca successiva, presumibilmente durante il regno di Ugo IV (1320-1340), dello stesso periodo è anche il chiostro.
La collocazione temporale diversa è confermata anche dall'uso di elementi floreali nei capitelli, mentre nella chiesa sono rari e nelle forme un po' grezze tipiche dell'epoca di transizione tra romanico e gotico i capitelli del chiostro presentano decori floreali più raffinati di epoca successiva. Analogo discorso per i trafori delle finestre, assenti nella chiesa e nella sala capitolare sono invece usati sia nel refettorio sia nel chiostro. Quelli usati presentano analogie con quelli dell'Abbazia di San Giovanni delle Vigne a Soissons che confermano la datazione tra il 1320 e il 1340.
Durante l'invasione dei genovesi nel 1371 l'abbazia fu saccheggiata, da quel momento iniziò il lento declino della struttura, i monaci allentarono il rigore della regola fino ad accogliere mogli e amanti e lasciarono cadere gli edifici nel degrado.
Dopo la conquista ottomana la chiesa dell'abbazia passò alla chiesa ortodossa e fu usata per funzioni religiose fino al 1974, gli altri edifici dell'abbazia furono abbandonati e progressivamente utilizzati dalla popolazione locale per ricavare materiali da costruzione.
Durante l'occupazione britannica l'abbazia venne usata dalle truppe inglesi, nella parete del refettorio usato come poligono di tiro vi sono le tracce dei colpi d'arma da fuoco.

## Struttura
L'ordine premostratense, pur non avendo mai istituito un vero e proprio standard architettonico, adottò diversi aspetti dell'architettura cistercense alcuni di questi ritrovabili anche nell'abbazia di Bellapais. Un esempio è la similitudine dei prospetti di sala capitolare e dormitorio di Bellapais con quelli della domus conversorum dell'abbazia cistercense di Vauclair, ma anche la terminazione piana del coro della chiesa, l'assenza di torre campanaria e di decorazioni interne, quelle ritrovabili a Bellapais sono infatti di epoca successiva.
Dall'esame della struttura appare evidente che l'abbazia non è mai stata doppia, d'altronde nell'ordine premostratense lo smantellamento delle istituzioni doppie era già cominciato nel 1141. La planimetria stessa della chiesa non evidenzia, come sarebbe normale attendersi nelle chiese dei monasteri misti, parti separate per le donne. La struttura stessa dell'abbazia fa presumere che fosse destinata ad un numero limitato di monaci non essendo né il refettorio né il dormitorio posizionati in modo da poter prevedere degli ampliamenti a fronte di un aumento del numero di monaci.
La struttura era probabilmente circondata da una cinta muraria tranne sul lato settentrionale, ne rimane un tratto sul lato occidentale, i materiali di costruzione del muro sono stati riutilizzati e questo non permette di identificare le dimensioni precise del cortile meridionale.
La struttura dell'abbazia si sviluppa intorno al chiostro di forma rettangolare, sul lato meridionale si trova la chiesa a tre navate e coro rettangolare che è la parte meglio preservata del complesso. Sul lato orientale del chiostro si trova la sala capitolare con i dormitori nel piano superiore. Sul lato settentrionale il refettorio e la cucina. La fontana nel chiostro, ricavata da un sarcofago, conteneva acqua di riporto, l'unica fonte di acqua corrente era dalla cucina che aveva accesso ad un ruscello che scorre dal pendio vicino all'edificio.